# Джаба (Дженин)
Джаба (араб. جبع‎) — палестинское село на Западном берегу реки Иордан, 8 км северо-западнее города Дженин. Согласно Палестинскому центральному бюро по статистике в селе в 2006 году жило 9704 человек.